# Lophosoria quadripinnata
Lophosoria quadripinnata är en ormbunkeart som först beskrevs av Gmel., och fick sitt nu gällande namn av Carl Frederik Albert Christensen. Lophosoria quadripinnata ingår i släktet Lophosoria och familjen Dicksoniaceae. Utöver nominatformen finns också underarten L. q. contracta.

## Bildgalleri

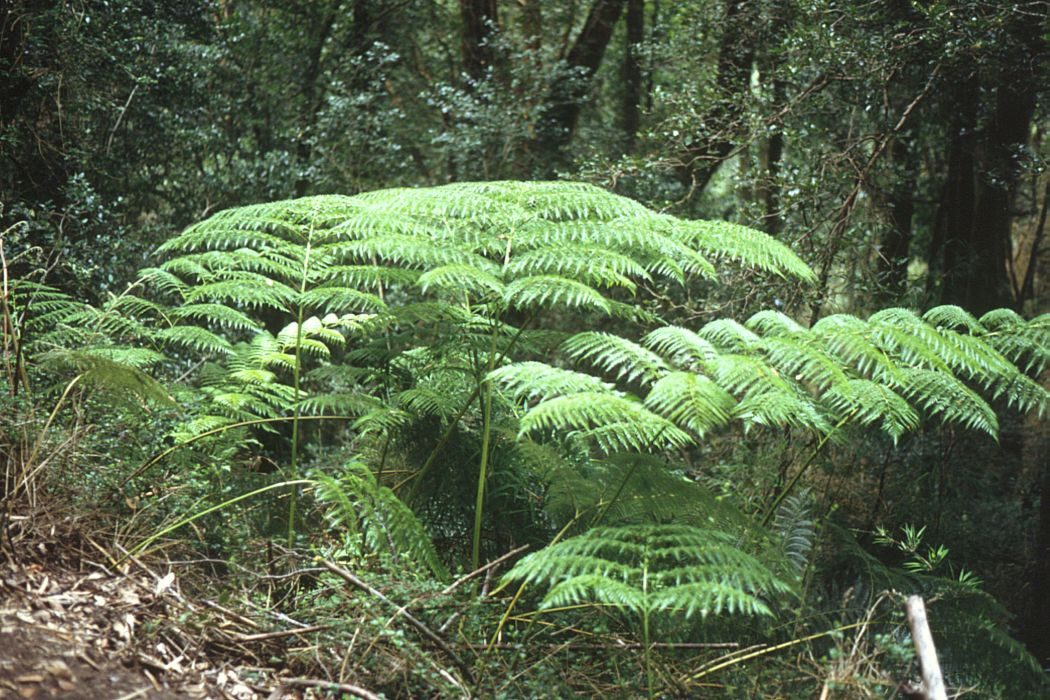
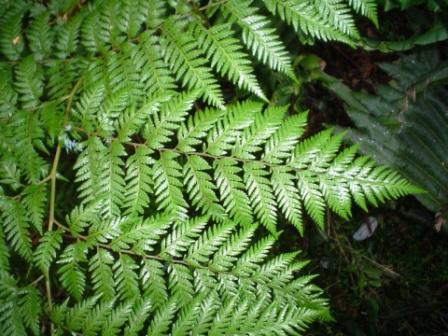